# La Chapelle-Saint-Martin
La Chapelle-Saint-Martin ist eine französische Gemeinde mit 146 Einwohnern (Stand 1. Januar 2022) im Département Savoie in der Region Auvergne-Rhône-Alpes. Sie gehört zum Kanton Bugey savoyard im Arrondissement Chambéry und ist Mitglied im Gemeindeverband Yenne.

## Geographie

### Lage
La Chapelle-Saint-Martin liegt auf 445 m, etwa 16 Kilometer nordwestlich der Präfektur Chambéry, 51 Kilometer nördlich der Stadt Grenoble und 72 Kilometer östlich der Stadt Lyon (Luftlinie). Das Dorf liegt am Westrand des Département Savoie, wenige Kilometer von der Rhône entfernt. Nachbargemeinden von La Chapelle-Saint-Martin sind Traize im Norden, Saint-Paul und Meyrieux-Trouet im Osten, Saint-Pierre-d’Alvey im Süden sowie Loisieux im Westen.

### Topographie
Die Fläche des 2,57 km² großen Gemeindegebiets umfasst einen Abschnitt des südlichen französischen Jura auf einem breiten Geländesockel, der östlich der Gemeinde zu einem bis auf etwa 1500 m aufragenden Höhenzug (Antiklinale) aufsteigt, dem Mont du Chat. Der hügelige Gemeindeboden wird vom Flüsschen Flon zur Rhône hin entwässert. Zusammen mit zwei ebenfalls in das Umland eingetieften Zuflüssen bildet er die Gemeindegrenzen im Norden, Osten und Süden und erzeugt ein generelles West-Ost-Gefälle.

### Gemeindegliederung
Das Siedlungsgebiet von La Chapelle-Saint-Martin besteht aus mehreren verstreuten Weilern und Gehöften, die sich um die Dorfkirche gruppieren, darunter
- Tholou (400 m) am Ostrand der Gemeinde oberhalb des Flon,
- Missieux (455 m) auf halbem Weg zwischen Tholou und le Villard,
- le Villard (524 m), ehemaliger Herrschaftssitz auf einer Anhöhe am Südwestrand der Gemeinde, heute ein Gehöft.

## Geschichte
Im Mittelalter war La Chapelle-Saint-Martin Teil der Herrschaft Le Villard, deren Burg sich am Südrand der heutigen Gemeinde befand. Das Lehnsgut mit eigener Gerichtsbarkeit bestand von 1288 bis 1735 und umfasste dabei auch die Nachbargemeinde Saint-Pierre-d’Alvey und einen Teil von Loisieux.

## Sehenswürdigkeiten
Vom einstigen Herrschaftssitz Château du Villard sind heute noch Ruinen erhalten.

## Bevölkerung
| Jahr                       | 1962 | 1968 | 1975 | 1982 | 1990 | 1999 | 2006 | 2011 |
| Einwohner                  | 92   | 86   | 69   | 83   | 90   | 84   | 124  | 151  |
| Quellen: Cassini und INSEE |      |      |      |      |      |      |      |      |

Mit 146 Einwohnern (Stand 1. Januar 2022) gehört La Chapelle-Saint-Martin zu den kleinsten Gemeinden des Département Savoie. Nachdem die Einwohnerzahl in der ersten Hälfte des 20. Jahrhunderts rückläufig war (1901 wurden noch 239 Einwohner gezählt), wurde seit der Jahrtausendwende wieder eine Bevölkerungszunahme verzeichnet. Die Ortsbewohner von La Chapelle-Saint-Martin heißen auf Französisch Chapellus.

## Wirtschaft und Infrastruktur
La Chapelle-Saint-Martin war bis weit ins 20. Jahrhundert hinein ein vorwiegend durch die Landwirtschaft geprägtes Dorf. Heute gibt es nur noch einige landwirtschaftliche Betriebe und ebenso wenige Betriebe des lokalen Kleingewerbes, stattdessen hat sich das Dorf zu einer Wohngemeinde entwickelt. Die Erwerbstätigen sind Wegpendler, die in den größeren Ortschaften der Umgebung, vor allem im Raum Aix-les-Bains und Chambéry, ihrer Arbeit nachgehen.
Die Ortschaft liegt abseits der größeren Durchgangsstraßen an einer Departementsstraße, die von Yenne nach Novalaise führt. Weitere Straßenverbindungen bestehen mit Loisieux und Saint-Pierre-d’Alvey. Anbindungen an die regionale und überregionale Infrastruktur bestehen über den etwa 25 km entfernten Großraum Chambéry mit seinem Flughafen, SNCF-Bahnhof und Anschlüssen an die Autobahnen A41 und A43.